# Dejan Bojkov
Dejan Bojkov (Bulgaars: Деян Божков) (Sjoemen, 3 juli 1977) is een Bulgaarse schaker. Hij is een grootmeester
Van 23 mei t/m 3 juni 2005 speelde hij mee in het toernooi om het 69e kampioenschap van Bulgarije in Pleven en eindigde met 8.5 punt uit 13 ronden op de derde plaats van het met 9.5 punt door Ivan Tsjeparinov gewonnen toernooi. 
In 2007, 2008 en 2010 won hij het Atlantis schaaktoernooi in Groningen. 
Bojkov won in 2010 het Schaakfestival Groningen met 6.5 punt uit 9 partijen en meer weerstandspunten dan de nummers 2 t/m 6.
Bojkov won in 2011 het 48e Canadian Open Chess Championship, Toronto.